# Acartia clausi
Espèce
Acartia clausi est une espèce de copépode marin appartenant à la famille des Acartiidae.
On pensait autrefois que cette espèce était répandue dans le monde entier mais des études récentes ont réduit sa répartition aux côtes nord-est de l'océan Atlantique jusqu'à l'Islande, en passant par la mer Méditerranée et la mer Noire.
Avec un peu plus de 1 mm de long, il est un peu plus gros que la plupart de ses congénères[précision nécessaire]. On peut également le distinguer par la rangée de larges épines à la pointe du segment appelé métasome.